# Arrondissement Aix-en-Provence
Das Arrondissement Aix-en-Provence ist eine Verwaltungseinheit des Départements Bouches-du-Rhône in der französischen Region Provence-Alpes-Côte d’Azur. Unterpräfektur ist Aix-en-Provence.
Es besteht aus zehn Kantonen und 48 Gemeinden.

## Kantone
- Aix-en-Provence-1 (mit 4 von 15 Gemeinden)
- Aix-en-Provence-2 (mit 1 von 4 Gemeinden)
- Allauch (mit 1 von 10 Gemeinden)
- Berre-l’Étang (mit 6 von 9 Gemeinden)
- Gardanne (mit 3 von 4 Gemeinden)
- Pélissanne (mit 11 von 13 Gemeinden)
- Salon-de-Provence-1 (mit 1 Gemeindeteil von Salon)
- Salon-de-Provence-2 (mit 1 Gemeindeteil von Salon und 2 weiteren Gemeinden)
- Trets
- Vitrolles (mit 2 von 4 Gemeinden)

## Gemeinden
Die Gemeinden des Arrondissements Aix-en-Provence sind:
| 1. Aix-en-Provence (13001)       | 2. Alleins (13003)                 | 3. Aurons (13008)                   | 4. Beaurecueil (13012)          |
| 5. Bouc-Bel-Air (13015)          | 6. Cabriès (13019)                 | 7. Charleval (13024)                | 8. Châteauneuf-le-Rouge (13025) |
| 9. Coudoux (13118)               | 10. Éguilles (13032)               | 11. Eyguières (13035)               | 12. Fuveau (13040)              |
| 13. Gardanne (13041)             | 14. Gréasque (13041)               | 15. Jouques (13048)                 | 16. La Barben (13009)           |
| 17. La Fare-les-Oliviers (13037) | 18. La Roque-d’Anthéron (13084)    | 19. Lamanon (13113)                 | 20. Lambesc (13050)             |
| 21. Lançon-Provence (13051)      | 22. Le Puy-Sainte-Réparade (13080) | 23. Le Tholonet (13109)             | 24. Les Pennes-Mirabeau (13071) |
| 25. Mallemort (13053)            | 26. Meyrargues (13059)             | 27. Meyreuil (13060)                | 28. Mimet (13062)               |
| 29. Pélissanne (13069)           | 30. Peynier (13072)                | 31. Peyrolles-en-Provence (13074)   | 32. Puyloubier (13079)          |
| 33. Rognes (13082)               | 34. Rousset (13087)                | 35. Saint-Antonin-sur-Bayon (13090) | 36. Saint-Cannat (13091)        |
| 37. Saint-Estève-Janson (13093)  | 38. Saint-Marc-Jaumegarde (13095)  | 39. Saint-Paul-lès-Durance (13099)  | 40. Salon-de-Provence (13103)   |
| 41. Sénas (13105)                | 42. Simiane-Collongue (13107)      | 43. Trets (13110)                   | 44. Vauvenargues (13111)        |
| 45. Velaux (13112)               | 46. Venelles (13113)               | 47. Ventabren (13114)               | 48. Vernègues (13115)           |

## Neuordnung der Arrondissements 2017

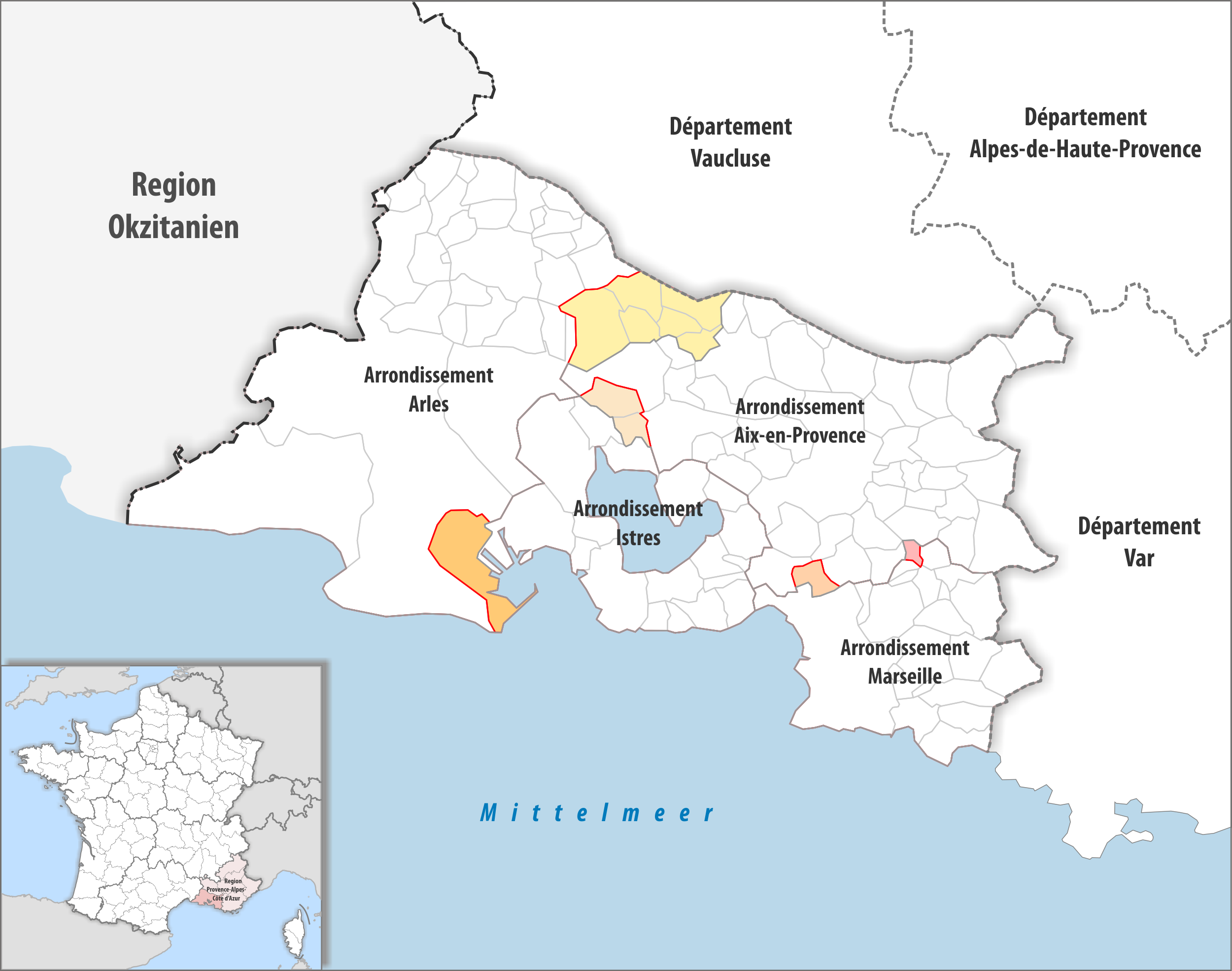
Arrondissementsanpassungen im Jahr 2017

Durch die Neuordnung der Arrondissements im Jahr 2017 wurden die sechs Gemeinden Alleins, Eyguières, Lamanon, Mallemort, Sénas und Vernègues aus dem Arrondissement Arles sowie die Gemeinde Gréasque aus dem Arrondissement Marseille dem Arrondissement Aix-en-Provence zugewiesen. Dafür wechselten die beiden Gemeinden Cornillon-Confoux und Grans aus dem Arrondissement Aix-en-Provence zum Arrondissement Istres und die Gemeinde Septèmes-les-Vallons zum Arrondissement Marseille.